# シサプリド
シサプリド（Cisapride）は消化管運動促進薬であり、上部消化管の運動性を高める薬剤である。直接的にはセロトニン5-HT4受容体作動薬として、間接的には副交感神経刺激薬として作用する。セロトニン受容体を刺激することで、腸管神経系におけるアセチルコリンの放出を増加させる。重篤な心臓の副作用が発生したため、多くの国で販売中止または適応症が制限されている。
分子内にキラル中心を1つ有しているが、市販されている本剤は、両エナンチオマーのラセミ混合物である。主要な薬理作用を有するのは (+) エナンチオマーであり、混合物による有害な副作用の多くを誘発しない。

## 効能・効果
- 慢性胃炎、胃切除後症候群に伴う消化器症状（胸やけ、食欲不振、悪心・嘔吐、上腹部痛、腹部膨満感）、逆流性食道炎偽性腸閉塞（特発性）[2][3]

シサプリドは、胃食道逆流症（GERD）の治療に使用されていたが、小児に対する有効性を示す証拠はない。また、糖尿病性胃不全麻痺患者の胃排出量を増加させる。便秘への使用に関するエビデンスは不明確である。
多くの国で、不整脈を引き起こす可能性のある副作用QT延長症候群が報告されているため、発売中止または適応が制限されている。日本では1989年に承認されたが、2000年に販売中止となった。米国市場からも2000年に自主的に撤去された。欧州での使用も制限されている。インドとフィリピンでは2011年に使用が禁止された。

## 副作用
シサプリドの主要な副作用は、心血管系障害（QT延長、心室性不整脈）、錐体外路症状、喘息発作である。

## 動物用医薬品
シサプリドは、米国およびカナダでは動物用に使用することができ、一般的に猫の巨大結腸の治療のために獣医師が処方している。
シサプリドはウサギの消化管通過停滞の治療にもよく使用され、メトクロプラミドと併用されることもある。

## 薬物動態
シサプリドの経口投与時の生物学的利用能は約33%である。肝臓のCYP3A4で代謝不活性化され、半減期は約10時間である。肝障害を持つ患者では投与量を減じる必要がある。

## 作用機序
シサプリドは、消化管運動を亢進させる消化管機能改善薬であり、5-HT4受容体サブタイプの選択的セロトニン受容体作動薬として作用する。また、ムスカリン受容体に作用するアセチルコリンの遊離を間接的に促進することにより、便秘様症状を改善する。

## 参考資料
1. ↑  US patent 5955478, Gray NM, Young JW, "Methods for treating gastrointestinal motility dysfunction using optically pre (+) cisapride", issued 1999-Sep-21
2. ↑  “シサプリドとQT延長”. www.umin.ac.jp.   大学病院医療情報ネットワーク. 2021年9月26日閲覧。
3. 1 2 3  北村正樹, 景山茂「シサプリドの主な副作用と薬物相互作用」『耳鼻咽喉科展望』第42巻第6号、耳鼻咽喉科展望会、1999年、634-637頁、doi:10.11453/orltokyo1958.42.6_634、ISSN 0386-9687、NAID 130003975103。
4. 1 2  Maclennan S, Augood C, Cash-Gibson L, Logan S, Gilbert RE (April 2010). "Cisapride treatment for gastro-oesophageal reflux in children" (PDF). The Cochrane Database of Systematic Reviews (4): CD002300. doi:10.1002/14651858.CD002300.pub2. PMC 7138252. PMID 20393933。
5. ↑  Aboumarzouk OM, Agarwal T, Antakia R, Shariff U, Nelson RL (January 2011). "Cisapride for intestinal constipation". The Cochrane Database of Systematic Reviews (1): CD007780. doi:10.1002/14651858.CD007780.pub2. PMID 21249695。
6. ↑  津谷喜一郎「市販後に分かる薬の安全性と最近の撤退薬 2.市場撤退薬の諸相」『臨床薬理』第40巻第1号、日本臨床薬理学会、2009年、7-16頁、doi:10.3999/jscpt.40.7、ISSN 0388-1601、NAID 130004541283。
7. ↑  “Drugs banned in India”.   Central Drugs Standard Control Organization, Dte.GHS, Ministry of Health and Family Welfare, Government of India. 2015年2月21日時点のオリジナルよりアーカイブ。2013年9月17日閲覧。
8. ↑  Hedner T, Hedner J, Gelin-Friberg A, Huang ML, Van de Poel S, Woestenborghs R, Van Peer A, Heykants J (1990). "Comparative bioavailability of a cisapride suppository and tablet formulation in healthy volunteers". European Journal of Clinical Pharmacology. 38 (6): 629–31. doi:10.1007/bf00278595. PMID 2373139. S2CID 33641651。

## 関連文献
- Brenner GM (2000). Pharmacology. Philadelphia, PA: W.B. Saunders Company. ISBN 0-7216-7757-6。
- Canadian Pharmacists Association (2000). Compendium of Pharmaceuticals and Specialties (25th ed.). Toronto, ON: Webcom. ISBN 0-919115-76-4
- “Cisapride”. Medline Plus.   U.S. National Library of Medicine. 2021年9月25日閲覧。